# Майореску, Титу
Титу Ливиу Майоре́ску (рум. Titu Liviu Maiorescu; 15 февраля 1840, Крайова — 18 июня 1917, Бухарест) — румынский академик, адвокат, литературный критик, философ, педагог, политик и писатель, премьер-министр Румынии 1912—1914, министр иностранных дел, один из основателей Румынской Академии.
Выдающийся человек конца XIX — начала XX века. Проводил консервативную политику, был приверженцем монархии. Провозгласил лозунг «искусство для искусства» и стремился подчинить литературу и общественное мышление интересам буржуазии. Вместе с тем его требования чистоты языка, выразительности формы способствовали повышению художественного уровня литературы. Литературно-критические работы Майореску изданы под названием «Критика» (1874).

## Биография
Титу Майореску родился 15 февраля 1840 году в городе Крайова. Его мать, Мария Попазу, была сестрой Иоана Попазу — учёного, епископа города Карансебеш. Отец, Иоан Майореску — сын трансильванского крестьянина — теолог по образованию, был учителем и инспектором школ в разных городах Румынии.
В 1846—1848 годах Титу учится в начальной школе родного города, затем — в городе Брашове. В 1850 году семья переехала в Вену, где Титу учился в гимназии, а затем — в высшем учебном заведении Терезианум, которое окончил в 1858 году. Получил докторскую степень в Гисенском университете, продолжал учёбу в Сорбонне. По возвращении в Румынию в 1862 году стал профессором Ясского университета, а в 1863—1867 годах был его ректором.
В 1867 году основал журнал «Конворбирь литераре», с 1877 года — редактор консервативной газеты «Тимпул», с 1879 — член Румынской Академии. Был руководителем литературного кружка «Жунимя». Неоднократно избирался депутатом румынского парламента, занимал пост министра культов и народного образования. С 1884 по 1909 года — профессор Бухарестского университета, в 1892—1897 годах — ректор. В 1912—1914 годах — премьер-министр Румынии.
Умер 18 июня 1917 в Бухаресте от сердечной болезни. Похоронен на кладбище Беллу.

## Научная деятельность
Философская концепция Т. Майореску представляла собой эклектический синтез взглядов Канта, Гербарта, Фишера, Шопенгауэра. В эстетике отстаивал принципы «искусства для искусства», утверждал, что «сущность искусства заключается в вымысле».
Печатался с 1859 года.

## Память
Имя Т. Майореску носит русский лицей в Кишинёве.